# Augusto Graziani

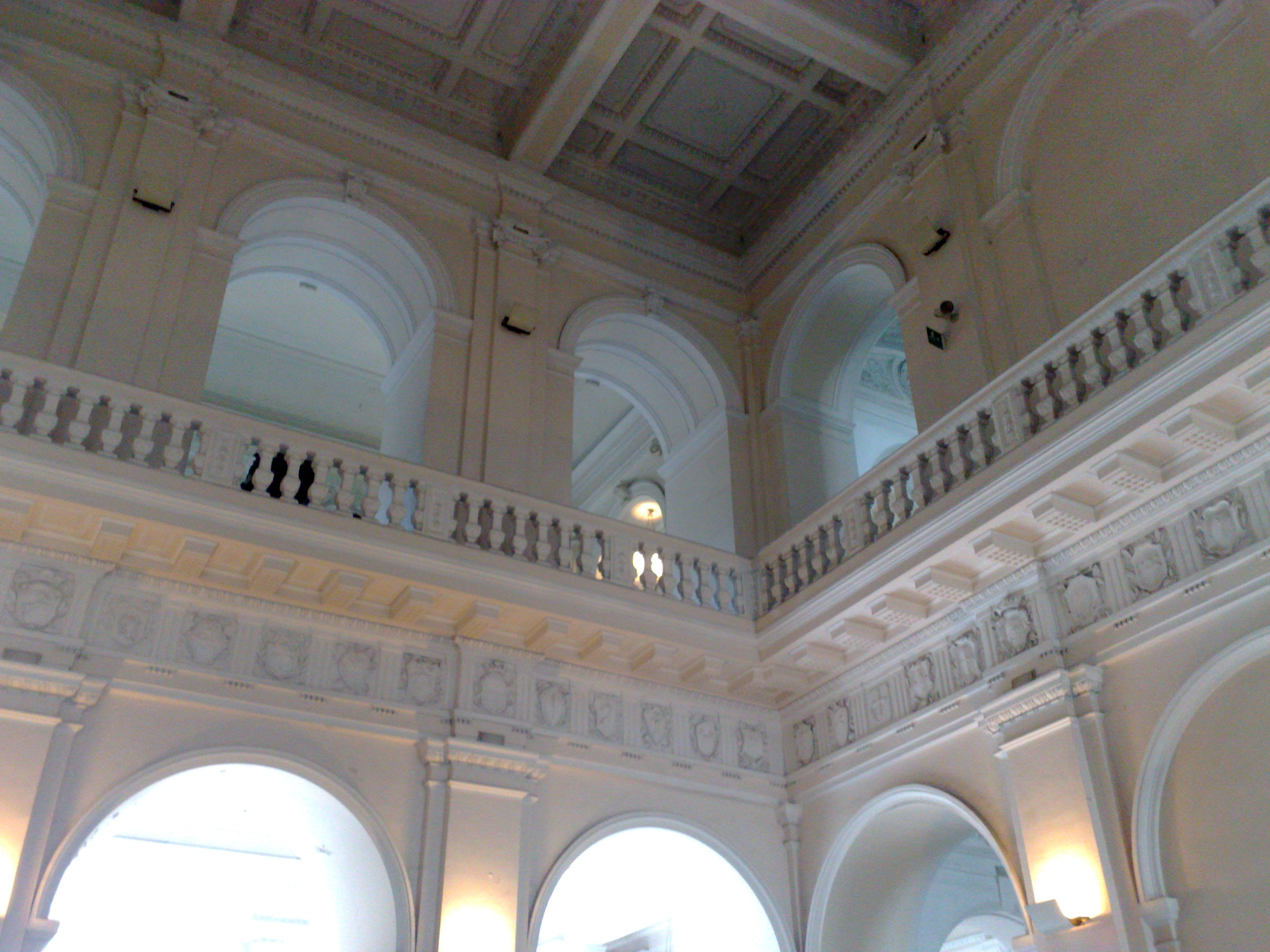
Faculteit Rechten (binnenzicht) van de Universiteit van Napels Federico II

Augusto Graziani (Modena, 6 januari 1865 – Firenze, 31 maart 1944) was een Italiaans rechtsgeleerde en econoom. Graziani was hoogleraar aan de universiteit van Modena (1890-1894), van Siena (1894-1899) en Napels (1899-1935).

## Levensloop
Graziani groeide op in Modena, waar hij afstudeerde als doctor in de rechten in 1886. Zijn familie was Joods. Hij begon zijn academische carrière aan de universiteit van Modena; hij doceerde er politieke economie. Vervolgens doceerde hij financiële wetenschappen aan de universiteit van Siena. Finaal werd hij benoemd aan de universiteit van Napels Federico II aan de faculteit Rechten; hij doceerde politieke economie vanaf 1899. 
Graziani legde zich toe op de studie van overheidsfinanciën, sociale zekerheid en politieke wetenschappen. Hij was monarchist en antifascist. Na de Eerste Wereldoorlog bestudeerde hij de herstelbetalingen van Duitsland. 
In 1925 ondertekende hij, als gemeenteraadslid van Napels, een manifest tegen het fascisme. Dit bracht zijn leerstoel in moeilijkheden na de opkomst van het fascisme in Italië. In 1933 dreigde minister Ercole hem te ontslaan. De universiteit besloot hem te transfereren van de leerstoel politieke economie naar de leerstoel financiële wetenschappen. Deze cursus zou minder de aandacht trekken van het fascistisch regime. Doch de hetze tegen zijn persoon nam toe zodat hij in 1935 in emeritaat ging. Als emeritus studeerde hij verder: hij legde zich toe op de geschiedenis van het economisch denken. 
Tijdens de Tweede Wereldoorlog dook hij onder in de regio Emilia-Romagna. Hij stierf in Firenze op 31 maart 1944.

## Enkele publicaties
- Sulla teoria generale del profitto 1887
- Di alcune questioni intorno alle imposte ed egli effetti economici 1889
- Tratto di Economica Politica 1904
- La politica economica e sociale per il dopoguerra. Scientia 1918, pp 289-299
- Ancora sulla dottrina del Ricardo in materia di politica commerciale e di pagamenti dei debiti pubblici. Atti della Reale Accademia di Scienze Morali e Politiche di Napoli 1918
- Quanto ha pagato finora la Germania. Echi e Commenti 1922
- Revisione di alcune dottrine monetarie. Studi di critica economica 1926, pp 168-189
- Alcuni discorsi giovanili dello Stuart Mill. Studi in memoria del prof. P. Rossi, Siena 1931, pp 277-286
- Quelques considerations sur les impôts directs et indirects. Internationale conferentie economische studies in Brussel, 1930
- Storia delle dottrine economiche, postuum gepubliceerd in Napels in 1949.

- Bibsys: 66262
- Bibliothèque nationale de France: cb12216457h (data)
- Catàleg d'autoritats de noms i títols de Catalunya: 981058611137106706
- Gemeinsame Normdatei: 119123266
- International Standard Name Identifier: 0000 0000 7980 7026
- Library of Congress Control Number: n95089115
- Nationale Bibliotheek van Israël: 987007281582905171
- Nederlandse Thesaurus van Auteursnamen: 070629293
- Istituto Centrale per il Catalogo Unico: PUVV000549
- Virtual International Authority File: 110820430
- WorldCat: E39PBJhxkKPFxBfFyRy8hYVDMP